# 이중통신
이중통신(duplex) 또는 쌍방향 통신은 두 지점 사이에서 정보를 주고받을 수 있는 두 개 이상의 연결된 당사자 또는 장치로 구성된 지점 간 통신 시스템을 말한다. 이중 통신 시스템은 두 연결된 당사자 간에 양방향 동시 통신을 허용하거나 현장 장비의 모니터링 및 원격 조정을 위한 역방향 경로를 제공하기 위해 많은 통신 네트워크에서 사용된다. 이중 통신 시스템에는 전이중 통신(FDX)과 반이중 통신(HDX)의 두 가지 유형이 있다.
전이중 통신(full-duplex) 시스템에서는 양 당사자가 동시에 서로 통신할 수 있다. 전이중 통신 장치의 예는 일반 전화 서비스로, 통화 중인 양쪽 끝의 당사자가 동시에 말하고 들을 수 있다. 이어폰은 원격 당사자의 음성을 재현하는 동안 마이크는 로컬 당사자의 음성을 전송한다. 그들 사이에는 양방향 통신 채널이 있거나, 더 정확히 말하면 두 개의 통신 채널이 있다.
반이중 통신(half-duplex) 또는 세미 이중 통신(semiduplex) 시스템에서는 양 당사자가 서로 통신할 수 있지만 동시에 통신할 수는 없으며, 통신은 한 번에 한 방향으로만 이루어진다. 반이중 통신 장치의 예로는 워키토키가 있는데, 이는 양방향 무전기로 푸시 투 토크 버튼이 있다. 로컬 사용자가 원격 사람에게 말하고 싶을 때 이 버튼을 누르면 송신기가 켜지고 수신기가 꺼져 말하는 동안 원격 사람의 말을 들을 수 없다. 원격 사람의 말을 들으려면 버튼을 놓으면 수신기가 켜지고 송신기가 꺼진다. 이 용어는 완전히 표준화되어 있지 않으며, 일부 출처에서는 이 모드를 단방향 통신으로 정의한다.
이중 통신 기능이 필요 없는 시스템은 대신 단방향 통신을 사용할 수 있는데, 이 통신에서는 한 장치가 전송하고 다른 장치는 듣기만 할 수 있다. 예를 들어 방송 라디오 및 텔레비전, 차고 문 개폐기, 아기 모니터, 무선 마이크로폰, 감시 카메라가 있다. 이러한 장치에서는 통신이 한 방향으로만 이루어진다.

## 단방향 통신

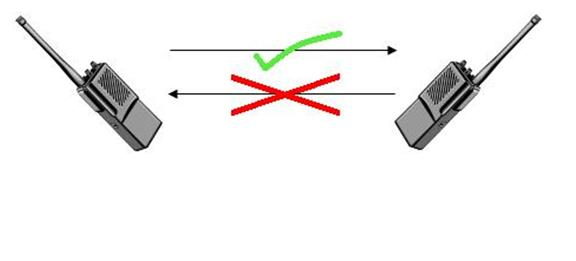
단방향 무선 통신

단방향 통신은 정보를 한 방향으로만 전송하는 통신 채널이다.
국제전기통신연합 정의는 한 번에 한 방향으로 작동하지만 가역적일 수 있는 통신 채널이다. 이는 다른 맥락에서는 반이중 통신이라고 한다.
예를 들어, TV 및 라디오 방송에서는 정보가 송신기에서 여러 수신기로만 흐른다. 한 쌍의 워키토키 양방향 무전기는 ITU 의미에서 단방향 회로를 제공한다. 한 번에 한 당사자만 말할 수 있으며, 다른 당사자는 송신할 기회를 들을 때까지 기다린다. 전송 매체(공중을 통한 무선 신호)는 한 방향으로만 정보를 전달할 수 있다.
웨스턴 유니온 회사는 1928년 뉴펀들랜드섬과 아소르스 제도 사이에 완공된 새로운 대서양 전신 케이블의 반이중 및 단방향 용량을 설명할 때 단방향이라는 용어를 사용했다. 단방향 무선 채널에 대한 동일한 정의는 2002년 미국방화협회에서 사용되었다.

## 반이중 통신

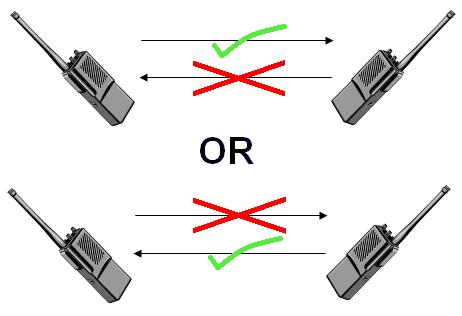
반이중 통신 시스템의 간단한 그림

반이중 통신(HDX) 시스템은 양방향으로 통신을 제공하지만, 동시에 양방향으로가 아니라 한 번에 한 방향으로만 통신한다.
  이 용어는 정의 기관 간에 완전히 표준화되어 있지 않으며, 무선 통신에서는 일부 출처에서 이 모드를 단방향 통신으로 분류한다.
  일반적으로 한 당사자가 전송을 시작하면 채널의 다른 당사자는 전송이 완료될 때까지 기다렸다가 응답해야 한다.
반이중 시스템의 예로는 워키토키와 같은 두 당사자 시스템이 있는데, 여기서 한 당사자는 "오버" 또는 미리 지정된 다른 키워드를 사용하여 전송 종료를 알리고 한 번에 한 당사자만 전송하도록 해야 한다. 반이중 시스템에 대한 좋은 비유는 양방향 통행을 허용하는 1차선 도로로, 통행은 한 번에 한 방향으로만 흐를 수 있다.
반이중 시스템은 일반적으로 대역폭을 절약하기 위해 사용되는데, 단일 통신 채널만 필요하며 두 방향 간에 번갈아 공유되므로 전체 양방향 처리량이 감소한다. 예를 들어, 워키토키 또는 DECT 전화 또는 소위 TDD 4G 또는 5G 전화는 양방향 통신을 위해 단일 진동수만 필요하지만, 소위 FDD 모드의 이동 전화는 전이중 장치이며, 일반적으로 각 방향으로 두 개의 동시 음성 채널을 전달하기 위해 두 개의 진동수를 필요로 한다.
양방향 데이터 링크와 같은 자동 통신 시스템에서는 시분할 다중화를 사용하여 반이중 시스템에서 통신을 위한 시간 할당을 할 수 있다. 예를 들어, 데이터 링크의 한쪽 끝에 있는 스테이션 A는 정확히 1초 동안 전송할 수 있도록 허용될 수 있고, 그런 다음 다른 쪽 끝에 있는 스테이션 B는 정확히 1초 동안 전송할 수 있도록 허용될 수 있으며, 그런 다음 주기가 반복된다. 이 방식에서는 채널이 절대 유휴 상태로 남아 있지 않는다.
반이중 시스템에서 두 명 이상의 당사자가 동시에 전송하면 충돌이 발생하여 메시지가 손실되거나 왜곡된다.

## 전이중 통신

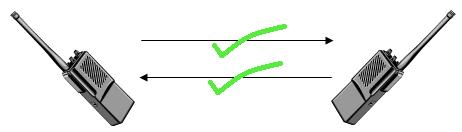
전이중 통신 시스템의 간단한 그림. 전이중 통신은 일반적인 이중화 방식의 비용과 복잡성 때문에 여기에 표시된 휴대용 무전기에서는 흔하지 않지만, 전화, 이동 전화 및 무선 전화에서 사용된다.

전이중 통신(FDX) 시스템은 양방향 통신을 허용하며, 반이중 통신과 달리 동시에 통신할 수 있도록 한다.
유선 전화 네트워크는 발신자 모두가 동시에 말하고 들을 수 있도록 허용하므로 전이중 통신이다. 전이중 통신은 전화 하이브리드의 하이브리드 코일을 사용하여 2선식 회로에서 달성된다. 현대의 이동 전화도 전이중 통신이다.
전이중 통신은 단일 물리적 통신 채널을 양방향으로 동시에 사용하는 반면, 이중 단방향 통신은 각 방향에 대해 두 개의 별개의 채널을 사용한다는 기술적인 차이가 있다. 사용자 관점에서는 기술적인 차이가 중요하지 않으며, 두 가지 변형 모두 일반적으로 전이중 통신으로 불린다.
많은 이더넷 연결은 동일한 재킷 안에 있는 두 개의 물리적 연선 또는 각 네트워크 장치에 직접 연결된 두 개의 광섬유를 동시에 사용하여 전이중 통신을 달성한다. 한 쌍 또는 한 광섬유는 패킷을 수신하는 데 사용되고, 다른 하나는 패킷을 보내는 데 사용된다. 1000BASE-T와 같은 다른 이더넷 변형은 동일한 채널을 각 방향으로 동시에 사용한다. 어떤 경우든 전이중 통신을 사용하면 케이블 자체가 충돌 없는 환경이 되고 각 이더넷 연결이 지원하는 최대 총 전송 용량이 두 배가 된다.
전이중 통신은 반이중 통신 사용에 비해 몇 가지 이점도 있다. 각 연선에 송신기가 하나만 있으므로 경쟁이나 충돌이 없어 프레임을 기다리거나 재전송하는 데 시간을 낭비하지 않는다. 송수신 기능이 분리되어 있으므로 양방향으로 완전한 전송 용량을 사용할 수 있다.
1960년대와 1970년대의 일부 컴퓨터 기반 시스템은 반이중 통신 작동을 위해서도 전이중 통신 시설을 필요로 했는데, 이는 폴링-응답 방식이 반이중 통신 회선의 전송 방향을 역전시키는 데 발생하는 약간의 지연을 허용할 수 없었기 때문이다.

### 에코 제거
전화와 같은 전이중 오디오 시스템은 에코를 생성할 수 있는데, 이는 사용자에게 방해가 되고 모뎀의 성능을 저해한다. 에코는 원격 끝에서 발생한 소리가 근접 끝의 스피커에서 나와 그곳의 마이크로 다시 들어가서 다시 원격 끝으로 전송될 때 발생한다. 그러면 소리가 원래 발신지에서 지연되어 다시 나타난다.
에코 제거는 원격 끝 신호가 네트워크를 통해 다시 전송되기 전에 마이크 신호에서 빼내는 신호 처리 작업이다. 에코 제거는 모뎀이 우수한 전이중 통신 성능을 달성할 수 있도록 하는 중요한 기술이다. V.32, V.34, V.56 및 V.90 모뎀 표준은 에코 제거를 요구한다. 에코 제거기는 소프트웨어 및 하드웨어 구현으로 모두 사용할 수 있다. 통신 시스템의 독립적인 구성 요소이거나 통신 시스템의 중앙 처리 장치에 통합될 수 있다.

## 전이중 통신 에뮬레이션
동일한 물리적 통신 매체에서 전방 및 역방향 통신 채널을 분할하기 위해 채널 접근 방식이 지점 대 다지점 네트워크(예: 셀룰러 네트워크)에서 사용되는 경우, 이를 이중화 방식이라고 한다.

### 시분할 이중통신
시분할 이중통신(TDD)은 시분할 다중화를 적용하여 송신 및 수신 신호를 분리한다. 이는 반이중 통신 링크를 통해 전이중 통신을 에뮬레이션한다.
시분할 이중통신은 업링크 및 다운링크 데이터 속도 또는 활용도의 비대칭성이 있는 경우 유연하다. 업링크 데이터 양이 증가하면 더 많은 통신 용량을 동적으로 할당할 수 있으며, 트래픽 부하가 가벼워지면 용량을 회수할 수 있다. 다운링크 방향에서도 동일하게 적용된다.
송수신 전환 간격(TTG)은 다운링크 버스트와 후속 업링크 버스트 사이의 간격(시간)이다. 유사하게, 수신/송신 전환 간격(RTG)은 업링크 버스트와 후속 다운링크 버스트 사이의 간격이다.
시분할 이중통신 시스템의 예는 다음과 같다.
- 3G 모바일 네트워크의 데이터 통신을 위한 UMTS-TDD
- 4G 모바일 네트워크의 데이터 통신을 위한 LTE-TDD
- DECT 무선 전화
- 반송파 감지 다중 접속 기반의 반이중 패킷 교환 네트워크(예: 2선식 또는 허브형 이더넷, 무선 근거리 통신망 및 블루투스)는 고정 프레임 길이의 TDMA는 아니지만 시분할 이중통신 시스템으로 간주될 수 있다.
- 와이맥스
- PACTOR
- ISDN BRI U 인터페이스, 시분할 압축 다중(TCM) 회선 시스템을 사용하는 변형
- G.fast, ITU-T에서 개발한 디지털 가입자 회선 (DSL) 표준

### 주파수 분할 이중통신
주파수 분할 이중통신(FDD)은 송신기와 수신기가 다른 반송 주파수를 사용하여 작동함을 의미한다.
이 방식은 아마추어 무선 통신에서 자주 사용되는데, 여기서 운용자는 중계기 스테이션을 사용하려고 한다. 중계기 스테이션은 동시에 송수신할 수 있어야 하며, 이를 위해 송수신 주파수를 약간 변경한다. 이러한 작동 모드를 이중통신 모드 또는 오프셋 모드라고 한다. 업링크 및 다운링크 서브밴드는 주파수 오프셋으로 분리된다고 말한다.
주파수 분할 이중통신 시스템은 단일 주파수에서 전송되는 통신이 항상 같은 방향으로 이동하므로 간단한 중계기 스테이션 세트를 사용하여 범위를 확장할 수 있다.
주파수 분할 이중통신은 대칭 트래픽의 경우 효율적일 수 있다. 이 경우, 시분할 이중통신은 송신에서 수신으로 전환하는 동안 대역폭을 낭비하는 경향이 있으며, 더 큰 내재적 지연을 가지며, 더 복잡한 회로를 필요로 할 수 있다.
주파수 분할 이중통신의 또 다른 장점은 기지국이 서로 들을 수 없으므로(다른 서브밴드에서 송수신하기 때문에) 일반적으로 서로 간섭하지 않으므로 무선 계획을 더 쉽고 효율적으로 만든다는 것이다. 반대로, 시분할 이중통신 시스템에서는 인접 기지국 간의 보호 시간을 유지하거나(이는 스펙트럼 효율을 감소시킨다) 기지국을 동기화하여 동시에 송수신하도록(이는 네트워크 복잡성과 비용을 증가시키고, 모든 기지국과 섹터가 동일한 업링크/다운링크 비율을 사용하도록 강제하므로 대역폭 할당 유연성을 감소시킨다) 주의를 기울여야 한다.
주파수 분할 이중통신 시스템의 예는 다음과 같다.
- ADSL 및 VDSL
- 모바일 기술, LTE, UMTS 및 CDMA2000 포함
- IEEE 802.16 와이맥스

## 같이 보기
- 통신 채널
- 크로스밴드 동작
- 복선 철도
- 이중통신 불일치
- 듀플렉서
- 4선 회로
- 다중화
- 푸시 투 토크
- 무선 자원 관리
- 단방향 통신

## 더 읽어보기
- Tanenbaum, Andrew S. (2003). 《Computer Networks》. Prentice Hall. ISBN 0-13-038488-7.

- Riihonen, Taneli (2014). 《Design and Analysis of Duplexing Modes and Forwarding Protocols for OFDM(A) Relay Links》. Aalto University publication series DOCTORAL DISSERTATIONS, 81/2014. ISBN 978-952-60-5715-6.